# Univerzální platforma Windows
Univerzální platforma Windows (zkratka UWP) je v informatice na softwarové platformě nezávislé prostředí firmy Microsoft určené pro vývoj univerzálních aplikací (též nazývány jako moderní aplikace, Metro aplikace atp.), které bez přepisování zdrojového kódu běží na platformách Windows 10, Windows 10 Mobile, Xbox One a HoloLens. Podporuje vývoj aplikací v programovacích jazycích C++, C#, VB.NET a XAML. Jeho API je napsáno v C++ a dále podporuje i jazyky F#
a JavaScript. UWP bylo uvedeno ve Windows 10, ale jako rozšíření Windows Runtime (WinRT) bylo k dispozici už ve Windows 8 a Windows Server 2012. UWP je částečným nástupcem WPF (viz dále). V roce 2019 je UWP po ukončení Windows Phone a po vstupu Win32 aplikaci do Microsoft Store (oznámeno 30. května 2019) zřetelně odstaveno Microsoftem na vedlejší kolej.

## Vztah UWP k WPF
UWP (Univerzální platforma Windows) umožňuje vytvářet Aplikace Windows, které sice mohou běžet na mnoha platformách (mobilní zařízení, Xbox One, ...), ale jsou omezeny na nejnovější systémy Windows 8 a Windows 10. Pomocí UWP tedy nelze vytvořit aplikace pro starší, již nepodporované systémy Windows 7, Windows Vista, Windows XP a starší. UWP poskytuje programátorovi vůči WPF zjednodušené prostředí a možnosti. Navíc UWP aplikace běží v chráněném prostředí (sandbox), kde jsou oddělené od zbytku systému (což však uživateli poskytuje vyšší bezpečnost).
WPF (Windows Presentation Foundation) je vhodné prostředí pro vývoj složitějších aplikací, které jsou však vázány pouze na desktopové verze Windows (například Windows 10, Windows XP). Proto WPF zůstává doporučovaným nástrojem pro tvorbu aplikací jak pro Windows 10, tak pro starší systémy Windows 7 a podobně.